# Батрахомиомахия

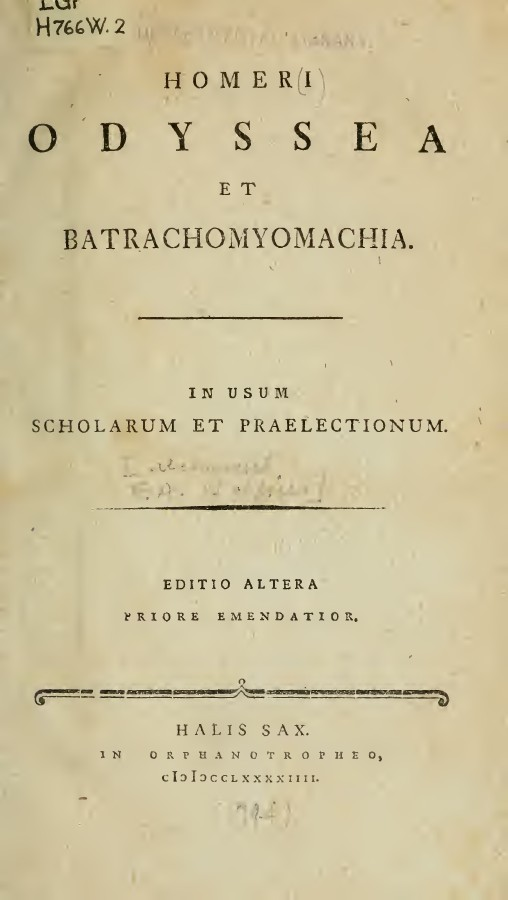
Издание «Одиссеи» Гомера и «Батрахомиомахии» на латыни 1794 года

«Батрахомиома́хи́я» (др.-греч. βατραχομυομαχία, от др.-греч. βάτραχος — лягушка, μῦς — мышь, μάχη — война, борьба), также известная как «Война́ мыше́й и лягу́шек» — написанная гекзаметром древнегреческая пародийная поэма о войне мышей и лягушек.

## Сюжет
В поэме спародированы мотивы гомеровского эпоса «Илиада». Поводом для войны становится то, что царь лягушек Щекодув (у Жуковского — Квакун Двадесятый, у Рубана — Вздуломорд) неумышленно утопил мышонка Крохобора, которого перевозил на своей спине. Как и у Гомера, на различные стороны в конфликте становятся боги Олимпа. В конце концов, после временного успеха мышей, лягушки, с помощью посланных Зевсом раков (у Жуковского — с помощью кота Мурлыки), одерживают победу.

## История восприятия

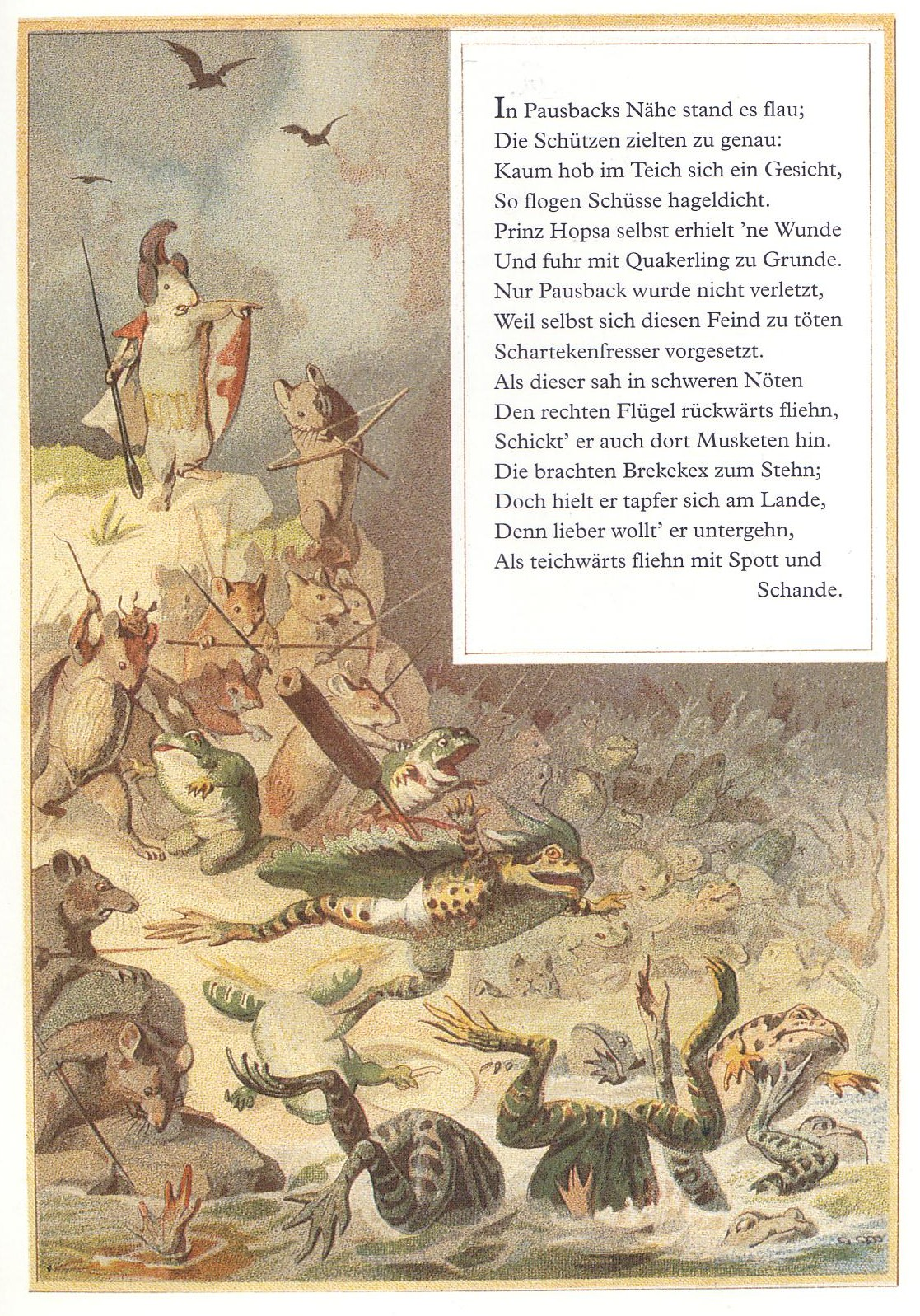
Иллюстрация (Федор Флинцер, Франкфурт-на-Майне, 1878 г.).

От поздней античности до раннего Нового времени поэма приписывалась самому Гомеру (как самопародия «Илиады»). Между тем ещё Плутарх указывал на иного возможного автора — Пигрета Галикарнасского, брата Артемисии I. Ныне преобладает точка зрения на Батрахомиомахию как произведение эллинистического времени. Иногда предполагаются и более поздние авторы, например, Лукиан Самосатский.

## Влияние
«Батрахомиомахия» считается прообразом европейской литературы бурлеска, включая Теофило Фоленго (поэма «Москеида»), Лопе де Вега («Котомахия»), Георга Ролленхагена. На этот же образец ориентировалась героикомическая поэма Нового времени, начиная с «Похищенного ведра» Алессандро Тассони (1622).

## Переносный смысл
В переносном смысле «батрахомиомахия», или «война мышей и лягушек», означает столкновение по ничтожному поводу (обычно столь же ничтожных соперников; см. также Спор остроконечников и тупоконечников).

## Русские переводы
- Омирова Ватрахомиомахия, то есть Война мышей и лягушек. Забавная поема. / Пер. В. Г. Рубана — СПб., 1772.
- Омирова Брань лягушек и мышей. / Пер. А. Огинского. — СПб., 1812. — 31 с.
- Война мышей и лягушек (отрывок из неоконченной повести) // «Европеец»  / пер. В. А. Жуковского. — 1832. — Январь (№ 2). — С. 143—164.
  - Война мышей и лягушек. Сказка (Отрывок) // Собрание сочинений В. Жуковского. — СПб.: Типография Императорской Академии Наук, 1869. — С. 468-482.
- Омирова Ватрахомиомахия, или Война лягушек и мышей. / Пер. штабс-капитана Телегина. — М., 1845. — 24 с.
- Батрахомиомахия, или Война мышей и лягушек. / Пер. Н. Христофорова. // ЖМНП. — 1886. — № 8. — С. 66—80.
- Война мышей и лягушек (Батрахомиомахия). / Пер., вводная статья и комментарии М. С. Альтмана. — М.—Л.: Academia, 1936. — Тираж 10 500 экз.
- Перевод В. Г. Боруховича // Античный мир и археология. — Вып. 1. — Саратов, 1972. — С. 154—162.
- Война мышей и лягушек. — М.: ЭКСМО-ПРЕСС. — 2000.